# Championnat d'Irlande de football 1998-1999
Navigation
Édition précédente Édition suivante
Le Championnat d'Irlande de football en 1998-1999. St. Patrick's Athletic FC gagne le championnat pour la deuxième année consécutive. C’est leur septième titre de champion d’Irlande.
Le championnat est outrageusement dominé par St. Patrick’s Athletic et Cork ; les deux équipes comptent près de 25 points d’avance sur leurs poursuivants.
À la fin de la saison descendent en First Division Bray et Dundalk et montent en Premier Division Drogheda et Galway.
Dans le match de promotion/relégation, Bohemians FC a battu Cobh Ramblers FC 7 - 0 après les matchs aller-retour (5-0 puis 2-0) et gagné ainsi le droit de rester en Premier Division. 
La First Division se joue en doubles matches aller-retour soit 36 matches par équipe au total.

## Les 22 clubs participants
| Premier Division - Bohemians FC - Bray Wanderers - Cork City FC - Derry City FC - UC Dublin - Dundalk FC - Finn Harps - St. Patrick's Athletic FC - Shamrock Rovers - Shelbourne FC - Sligo Rovers - Waterford United | First Division - Athlone Town - Cobh Ramblers FC - Drogheda United - Galway United - Home Farm Everton - Kilkenny City AFC - Limerick FC - Longford Town - Monaghan United - St. Francis |

## Classement

### Premier Division
| Place | Club                      | Points | Victoires | Nuls | Défaites | Buts pour | Buts contre | Différence |
| ----- | ------------------------- | ------ | --------- | ---- | -------- | --------- | ----------- | ---------- |
| 1er   | St. Patrick's Athletic FC | 73     | 22        | 7    | 4        | 58        | 21          | +37        |
| 2e    | Cork City FC              | 70     | 21        | 7    | 5        | 62        | 25          | +37        |
| 3e    | Shelbourne FC             | 47     | 13        | 8    | 12       | 37        | 35          | +2         |
| 4e    | Finn Harps                | 46     | 12        | 10   | 11       | 39        | 40          | -1         |
| 5e    | Derry City FC             | 45     | 12        | 9    | 12       | 34        | 32          | +2         |
| 6e    | UC Dublin                 | 42     | 10        | 12   | 11       | 31        | 32          | -1         |
| 7e    | Waterford United          | 42     | 11        | 9    | 13       | 21        | 37          | -16        |
| 8e    | Shamrock Rovers           | 40     | 9         | 13   | 11       | 34        | 40          | -6         |
| 9e    | Sligo Rovers              | 38     | 9         | 11   | 13       | 37        | 50          | -13        |
| 10e   | Bohemians FC              | 37     | 10        | 7    | 16       | 28        | 37          | -9         |
| 11e   | Bray Wanderers            | 32     | 8         | 8    | 17       | 30        | 45          | -15        |
| 12e   | Dundalk FC                | 27     | 6         | 9    | 18       | 23        | 40          | -17        |

### First Division
| Place | Club              | Points | Victoires | Nuls | Défaites | Buts pour | Buts contre | Différence |
| ----- | ----------------- | ------ | --------- | ---- | -------- | --------- | ----------- | ---------- |
| 1er   | Drogheda United   | 64     | 17        | 13   | 6        | 57        | 32          | +25        |
| 2e    | Galway United     | 64     | 16        | 16   | 4        | 53        | 34          | +19        |
| 3e    | Cobh Ramblers FC  | 58     | 17        | 7    | 12       | 55        | 43          | +12        |
| 4e    | Longford Town     | 54     | 15        | 9    | 12       | 41        | 33          | +8         |
| 5e    | Kilkenny City AFC | 53     | 14        | 11   | 11       | 49        | 46          | +3         |
| 6e    | Limerick FC       | 52     | 13        | 13   | 10       | 39        | 35          | +4         |
| 7e    | Monaghan United   | 44     | 10        | 14   | 12       | 44        | 44          | 0          |
| 8e    | Athlone Town      | 40     | 10        | 10   | 16       | 45        | 61          | -16        |
| 9e    | Home Farm Everton | 38     | 11        | 5    | 20       | 42        | 54          | -12        |
| 10e   | St. Francis       | 18     | 2         | 12   | 22       | 25        | 68          | -43        |

## Source
- (en) Alex Graham, Football in the Republic of Ireland : a Statistical Record 1921–2005, Soccer Books Ltd, novembre 2005, 142 p. (ISBN 978-1862231351).